# Старшина первой статьи
Старшина́ пе́рвой статьи́ — воинское звание на флоте, по рангу выше старшины второй статьи и ниже главного старшины. Введено 2 ноября 1940 года.
Перед воинским званием военнослужащего, проходящего военную службу в гвардейской воинской части, на гвардейском корабле, добавляется слово «гвардии».
К воинскому званию гражданина, пребывающего в запасе или находящегося в отставке, добавляются соответственно слова «запаса» или «в отставке».
В категории армейских военнослужащих званию старшины первой статьи соответствует звание сержант.
На военном жаргоне данное звание может произноситься как первостат.
| Младшее звание: Старшина 2 статьи | Старшина первой статьи | Старшее звание: Главный старшина |